# Segunda División Peruana 2009
El Campeonato Descentralizado ADFP-SD 2009, conocida como Segunda División del Perú 2009, fue la edición número 57 de la Segunda División del Perú, la cuarta desde que se descentraliza en 2006 y la cuarta bajo la denominación de Campeonato Descentralizado ADFP-SD.
Tuvo como fecha de inicio el sábado 16 de mayo y finalizó el domingo 18 de octubre con la participación de doce clubes. Se disputó en dos ruedas con un total de 22 fechas, resultando campeón al final de ellas el Sport Boys del Callao, equipo que participará en la Primera División del 2010. Por otra parte, Deportivo Municipal y Real Academia descendieron a la Copa Perú tras ocupar las dos últimas posiciones.

## Equipos participantes
| Club                   | Ciudad   | Estadio                   | Capacidad |
| ---------------------- | -------- | ------------------------- | --------- |
| América Cochahuayco    | Lima     | Monumental                | 80.093    |
| Atlético Minero        | Matucana | Estadio Municipal         | 5.000     |
| Atlético Torino        | Talara   | Campeonísimo              | 8.000     |
| Cobresol               | Moquegua | 25 de noviembre           | 9.000     |
| Deportivo Coopsol      | Chancay  | Rómulo Shaw Cisneros      | 3.000     |
| Deportivo Municipal    | Lima     | Niño Héroe Manuel Bonilla | 6.500     |
| Hijos de Acosvinchos   | Lima     | Carlos Solís García       | 4.000     |
| Idunsa                 | Arequipa | Monumental de la UNSA     | 42.500    |
| Real Academia          | Lima     | San Marcos                | 43.000    |
| Sport Águila           | Huancán  | Mariscal Castilla         | 8.000     |
| Sport Boys             | Callao   | Miguel Grau               | 17.000    |
| Universidad San Marcos | Lima     | San Marcos                | 43.000    |

## Tabla de posiciones
| #   | Equipo                           | PJ | G  | E  | P  | GF | GC | Dif | Pts |
| --- | -------------------------------- | -- | -- | -- | -- | -- | -- | --- | --- |
| 1º  | Sport Boys                       | 22 | 12 | 7  | 3  | 39 | 22 | 17  | 43  |
| 2º  | Cobresol                         | 22 | 12 | 6  | 4  | 41 | 28 | 13  | 42  |
| 3º  | Deportivo Coopsol                | 22 | 11 | 5  | 6  | 32 | 26 | 6   | 38  |
| 4º  | IDUNSA                           | 22 | 10 | 6  | 6  | 28 | 18 | 10  | 36  |
| 5º  | Sport Águila                     | 22 | 9  | 6  | 7  | 42 | 39 | 3   | 33  |
| 6º  | Universidad San Marcos           | 22 | 8  | 4  | 10 | 32 | 38 | -6  | 28  |
| 7º  | América Cochahuayco-U de América | 22 | 6  | 9  | 7  | 28 | 27 | 1   | 27  |
| 8º  | Acosvinchos                      | 22 | 6  | 6  | 10 | 36 | 41 | -5  | 24  |
| 9º  | Atlético Minero                  | 22 | 6  | 6  | 10 | 25 | 31 | -6  | 24  |
| 10º | Atlético Torino                  | 22 | 5  | 7  | 10 | 23 | 32 | -9  | 22  |
| 11º | Real Academia                    | 22 | 3  | 10 | 9  | 20 | 33 | -13 | 19  |
| 12º | Deportivo Municipal *            | 22 | 5  | 6  | 11 | 20 | 31 | -11 | 17  |

|  |                                       |
|  | Ascendido a la Primera División 2010. |
|  | Descendido a la Copa Perú 2010.       |

- Pts=Puntos; PJ=Partidos Jugados; G=Partidos Ganados; E=Partidos Empatados; P=Partidos Perdidos; GF=Goles Anotados; GC=Goles Recibidos; Dif=Diferencia de goles

- * La Cámara de Conciliación y Resolución de Disputas de la Federación Peruana de Fútbol sancionó al Deportivo Municipal con la pérdida de cuatro (4) puntos por mantener deudas hacia sus exjugadores.[2][3]

|                       |
| Sport Boys 2.º título |

## Resultados
Las filas corresponden a los juegos de local de cada uno de los equipos, mientras que las columnas corresponden a los juegos de visitante. Los resultados en color azul corresponden a victoria del equipo local, rojo a victoria visitante y blanco a empate.
|                      | AME | MIN | TOR | COB | DCO | MUN | ACO | IDU | RA  | SAG | SBA | USM |
| -------------------- | --- | --- | --- | --- | --- | --- | --- | --- | --- | --- | --- | --- |
| América Cochahuayco  |     | 1-1 | 4-2 | 0-0 | 4-1 | 1-1 | 3-1 | 0-0 | 1-1 | 3-2 | 1-2 | 2-3 |
| Atlético Minero      | 3-0 |     | 1-0 | 2-2 | 0-1 | 3-2 | 0-0 | 1-3 | 1-0 | 1-2 | 1-1 | 1-2 |
| Atlético Torino      | 2-1 | 1-1 |     | 3-1 | 2-1 | 1-0 | 2-2 | 1-1 | 1-0 | 1-1 | 0-1 | 0-1 |
| Cobresol             | 1-0 | 6-0 | 2-0 |     | 2-1 | 3-1 | 3-0 | 2-1 | 2-1 | 3-2 | 1-1 | 3-0 |
| Deportivo Coopsol    | 1-0 | 1-0 | 1-1 | 1-1 |     | 2-0 | 3-2 | 1-0 | 1-1 | 2-0 | 1-0 | 2-3 |
| Deportivo Municipal  | 0-0 | 1-0 | 1-0 | 1-1 | 1-3 |     | 3-2 | 3-1 | 0-0 | 0-0 | 0-2 | 3-1 |
| Hijos de Acosvinchos | 2-3 | 1-3 | 1-0 | 5-1 | 3-4 | 2-0 |     | 2-2 | 2-1 | 3-3 | 1-2 | 1-0 |
| IDUNSA               | 0-1 | 2-0 | 3-0 | 0-1 | 1-0 | 1-0 | 0-0 |     | 1-0 | 0-0 | 2-1 | 4-1 |
| Real Academia        | 3-3 | 0-0 | 1-1 | 2-2 | 1-1 | 2-1 | 1-1 | 1-3 |     | 2-1 | 0-4 | 2-1 |
| Sport Águila         | 0-0 | 2-5 | 4-3 | 4-1 | 2-1 | 2-0 | 2-1 | 1-1 | 2-0 |     | 3-2 | 4-2 |
| Sport Boys           | 1-0 | 2-1 | 2-2 | 3-2 | 1-1 | 3-1 | 3-0 | 1-0 | 1-1 | 4-2 |     | 1-1 |
| U. San Marcos        | 0-0 | 1-0 | 2-0 | 0-1 | 1-2 | 2-2 | 2-4 | 1-2 | 3-0 | 4-3 | 1-1 |     |

| \| Jor. \| Fecha \| Estadio \| Ciudad \| Local \| Score \| Visitante \| \| ---- \| ---------- \| ------------------ \| -------- \| -------------------- \| ----- \| ------------------- \| \| 1 \| 16-05-2009 \| San Marcos \| Lima \| Real Academia \| 1-1 \| Deportivo Coopsol \| \| 1 \| 16-05-2009 \| Mariscal Castilla \| Huancayo \| Sport Aguila \| 2-0 \| Deportivo Municipal \| \| 1 \| 16-05-2009 \| Miguel Grau \| Callao \| Sport Boys \| 1-0 \| América Cochahuayco \| \| 1 \| 17-05-2009 \| Campeonísimo \| Talara \| Atlético Torino \| 1-1 \| IDUNSA \| \| 1 \| 17-05-2009 \| Municipal Matucana \| Matucana \| Atlético Minero \| 2-2 \| Cobresol FBC \| \| 1 \| 17-05-2009 \| Solís Garcia \| Chosica \| Hijos de Acosvinchos \| 1-0 \| San Marcos \| |            |                    |          |                      |       |                     |
| Jor. | Fecha      | Estadio            | Ciudad   | Local                | Score | Visitante           |
| 1 | 16-05-2009 | San Marcos         | Lima     | Real Academia        | 1-1   | Deportivo Coopsol   |
| 1 | 16-05-2009 | Mariscal Castilla  | Huancayo | Sport Aguila         | 2-0   | Deportivo Municipal |
| 1 | 16-05-2009 | Miguel Grau        | Callao   | Sport Boys           | 1-0   | América Cochahuayco |
| 1 | 17-05-2009 | Campeonísimo       | Talara   | Atlético Torino      | 1-1   | IDUNSA              |
| 1 | 17-05-2009 | Municipal Matucana | Matucana | Atlético Minero      | 2-2   | Cobresol FBC        |
| 1 | 17-05-2009 | Solís Garcia       | Chosica  | Hijos de Acosvinchos | 1-0   | San Marcos          |

| \| Jor. \| Fecha \| Estadio \| Ciudad \| Local \| Score \| Visitante \| \| ---- \| ---------- \| --------------- \| -------- \| ------------------- \| ----- \| -------------------- \| \| 2 \| 23-05-2009 \| San Marcos \| Lima \| San Marcos \| 2-0 \| Atlético Torino \| \| 2 \| 23-05-2009 \| Monumental UNSA \| Arequipa \| IDUNSA \| 0-0 \| Hijos de Acosvinchos \| \| 2 \| 23-05-2009 \| Manuel Bonilla \| Lima \| Deportivo Municipal \| 0-0 \| Real Academia \| \| 2 \| 24-05-2009 \| Romulo Shaw \| Chancay \| Deportivo Coopsol \| 1-0 \| Sport Boys \| \| 2 \| 24-05-2009 \| Mariscal Nieto \| Ilo \| Cobresol FBC \| 3-2 \| Sport Águila \| \| 2 \| 24-05-2009 \| Monumental \| Lima \| América Cochahuayco \| 1-1 \| Atlético Minero \| |            |                 |          |                     |       |                      |
| Jor. | Fecha      | Estadio         | Ciudad   | Local               | Score | Visitante            |
| 2 | 23-05-2009 | San Marcos      | Lima     | San Marcos          | 2-0   | Atlético Torino      |
| 2 | 23-05-2009 | Monumental UNSA | Arequipa | IDUNSA              | 0-0   | Hijos de Acosvinchos |
| 2 | 23-05-2009 | Manuel Bonilla  | Lima     | Deportivo Municipal | 0-0   | Real Academia        |
| 2 | 24-05-2009 | Romulo Shaw     | Chancay  | Deportivo Coopsol   | 1-0   | Sport Boys           |
| 2 | 24-05-2009 | Mariscal Nieto  | Ilo      | Cobresol FBC        | 3-2   | Sport Águila         |
| 2 | 24-05-2009 | Monumental      | Lima     | América Cochahuayco | 1-1   | Atlético Minero      |

| \| Jor. \| Fecha \| Estadio \| Ciudad \| Local \| Score \| Visitante \| \| ---- \| ---------- \| ------------------ \| -------- \| -------------------- \| ----- \| ------------------- \| \| 3 \| 30-05-2009 \| San Marcos \| Lima \| Real Academia \| 2-1 \| San Marcos \| \| 3 \| 30-05-2009 \| Mariscal Castilla \| Huancayo \| Sport Águila \| 2-1 \| Deportivo Coopsol \| \| 3 \| 31-05-2009 \| 25 Noviembre \| Moquegua \| Cobresol FBC \| 1-0 \| América Cochahuayco \| \| 3 \| 31-05-2009 \| Miguel Grau \| Callao \| Sport Boys \| 1-0 \| IDUNSA \| \| 3 \| 31-05-2009 \| Municipal Matucana \| Matucana \| Atlético Minero \| 3-2 \| Deportivo Municipal \| \| 3 \| 31-05-2009 \| Solís Garcia \| Chosica \| Hijos de Acosvinchos \| 1-0 \| Atlético Torino \| |            |                    |          |                      |       |                     |
| Jor. | Fecha      | Estadio            | Ciudad   | Local                | Score | Visitante           |
| 3 | 30-05-2009 | San Marcos         | Lima     | Real Academia        | 2-1   | San Marcos          |
| 3 | 30-05-2009 | Mariscal Castilla  | Huancayo | Sport Águila         | 2-1   | Deportivo Coopsol   |
| 3 | 31-05-2009 | 25 Noviembre       | Moquegua | Cobresol FBC         | 1-0   | América Cochahuayco |
| 3 | 31-05-2009 | Miguel Grau        | Callao   | Sport Boys           | 1-0   | IDUNSA              |
| 3 | 31-05-2009 | Municipal Matucana | Matucana | Atlético Minero      | 3-2   | Deportivo Municipal |
| 3 | 31-05-2009 | Solís Garcia       | Chosica  | Hijos de Acosvinchos | 1-0   | Atlético Torino     |

| \| Jor. \| Fecha \| Estadio \| Ciudad \| Local \| Score \| Visitante \| \| ---- \| ---------- \| --------------- \| -------- \| ------------------- \| ----- \| -------------------- \| \| 4 \| 06-06-2009 \| San Marcos \| Lima \| América Cochahuayco \| 3-2 \| Sport Águila \| \| 4 \| 06-06-2009 \| San Marcos \| Lima \| San Marcos \| 1-1 \| Sport Boys \| \| 4 \| 06-06-2009 \| Romulo Shaw \| Chancay \| Deportivo Coopsol \| 1-1 \| Cobresol FBC \| \| 4 \| 06-06-2009 \| Monumental UNSA \| Arequipa \| IDUNSA \| 2-0 \| Atlético Minero \| \| 4 \| 07-06-2009 \| Campeonísimo \| Talara \| Atlético Torino \| 1-0 \| Real Academia \| \| 4 \| 09-09-2009 \| Manuel Bonilla \| Lima \| Deportivo Municipal \| 3-2 \| Hijos de Acosvinchos \| |            |                 |          |                     |       |                      |
| Jor. | Fecha      | Estadio         | Ciudad   | Local               | Score | Visitante            |
| 4 | 06-06-2009 | San Marcos      | Lima     | América Cochahuayco | 3-2   | Sport Águila         |
| 4 | 06-06-2009 | San Marcos      | Lima     | San Marcos          | 1-1   | Sport Boys           |
| 4 | 06-06-2009 | Romulo Shaw     | Chancay  | Deportivo Coopsol   | 1-1   | Cobresol FBC         |
| 4 | 06-06-2009 | Monumental UNSA | Arequipa | IDUNSA              | 2-0   | Atlético Minero      |
| 4 | 07-06-2009 | Campeonísimo    | Talara   | Atlético Torino     | 1-0   | Real Academia        |
| 4 | 09-09-2009 | Manuel Bonilla  | Lima     | Deportivo Municipal | 3-2   | Hijos de Acosvinchos |

### Partido final
| 1          | POR        | Ignacio Drago      |     |
| 2          | DEF        | Juan Arce          |     |
| 5          | DEF        | Juan Pajuelo       |     |
| 22         | DEF        | José Honores       |     |
| 4          | DEF        | Joao Pereira       | 66' |
| 14         | MED        | Junior Núñez       | 66' |
| 7          | MED        | Crifford Seminario |     |
| 18         | MED        | Carlos Elías       |     |
| 10         | DEL        | Waldir Sáenz       |     |
| 17         | DEL        | Ricardo Pérez      | 46' |
| 19         | DEL        | Víctor Rossel      |     |
| Entrenador | Entrenador | Titín Drago        |     |

| 12         | POR        | Gianfranco Castellanos |     |
| 13         | DEF        | Javier Cárdenas        |     |
| 22         | DEF        | Évert Lengua           |     |
| 23         | DEF        | Nikol Prado            |     |
| 24         | DEF        | Arnaldo Cabanillas     | 65' |
| 3          | MED        | Percy Manchego         |     |
| 19         | MED        | José Manco             |     |
| 17         | MED        | Christian Vildoso      |     |
| 10         | MED        | Piero Casella          | 88' |
| 11         | DEL        | Ramón Rodríguez        |     |
| 15         | DEL        | Héctor Rojas           | 62' |
| Entrenador | Entrenador | José Ramírez Cubas     |     |

| 26 | DEL | Juan Carrillo Barbadillo | 66' |
| 9  | DEL | Miguel Curiel            | 46' |
| 16 | MED | Wlhadimir Araujo         | 66' |

| 14 | DEL | Isaac Ponte    | 62' |
| 8  | DEF | Alonso Arenas  | 65' |
| 18 | DEL | Alexis Aguirre | 88' |

| 27' (pen.) Waldir Sáenz | 1-0 |
| 76' (pen.) Waldir Sáenz | 2-2 |
| 85' Carlos Elías        | 3-2 |

| 35' Christian Vildoso | 1-1 |
| 71' Piero Casella     | 1-2 |

| Amonestado |  | Juan Arce    |
| Amonestado |  | Junior Núñez |
| Amonestado |  | Carlos Elías |
| Amonestado |  | Waldir Sáenz |

| Amonestado |  | Héctor Rojas |
| Amonestado |  | Isaac Ponte  |

| Otorgado · Otorgado otra vez · Expulsado | 36'54' | Miguel Curiel      |
| Expulsado                                | 90+1'  | Crifford Seminario |

| Expulsado | 78' | Ramón Rodríguez |

| Árbitro             | Víctor Hugo Carrillo |
| Árbitros asistentes | Luis Abadié          |
| Árbitros asistentes | Jonny Bossio         |
| Cuarto árbitro      | Jesús Vásquez        |

| 1          | POR        | Ignacio Drago      |     |
| 2          | DEF        | Juan Arce          |     |
| 5          | DEF        | Juan Pajuelo       |     |
| 22         | DEF        | José Honores       |     |
| 4          | DEF        | Joao Pereira       | 66' |
| 14         | MED        | Junior Núñez       | 66' |
| 7          | MED        | Crifford Seminario |     |
| 18         | MED        | Carlos Elías       |     |
| 10         | DEL        | Waldir Sáenz       |     |
| 17         | DEL        | Ricardo Pérez      | 46' |
| 19         | DEL        | Víctor Rossel      |     |
| Entrenador | Entrenador | Titín Drago        |     |

| 12         | POR        | Gianfranco Castellanos |     |
| 13         | DEF        | Javier Cárdenas        |     |
| 22         | DEF        | Évert Lengua           |     |
| 23         | DEF        | Nikol Prado            |     |
| 24         | DEF        | Arnaldo Cabanillas     | 65' |
| 3          | MED        | Percy Manchego         |     |
| 19         | MED        | José Manco             |     |
| 17         | MED        | Christian Vildoso      |     |
| 10         | MED        | Piero Casella          | 88' |
| 11         | DEL        | Ramón Rodríguez        |     |
| 15         | DEL        | Héctor Rojas           | 62' |
| Entrenador | Entrenador | José Ramírez Cubas     |     |

| 26 | DEL | Juan Carrillo Barbadillo | 66' |
| 9  | DEL | Miguel Curiel            | 46' |
| 16 | MED | Wlhadimir Araujo         | 66' |

| 14 | DEL | Isaac Ponte    | 62' |
| 8  | DEF | Alonso Arenas  | 65' |
| 18 | DEL | Alexis Aguirre | 88' |

| 27' (pen.) Waldir Sáenz | 1-0 |
| 76' (pen.) Waldir Sáenz | 2-2 |
| 85' Carlos Elías        | 3-2 |

| 35' Christian Vildoso | 1-1 |
| 71' Piero Casella     | 1-2 |

| Amonestado |  | Juan Arce    |
| Amonestado |  | Junior Núñez |
| Amonestado |  | Carlos Elías |
| Amonestado |  | Waldir Sáenz |

| Amonestado |  | Héctor Rojas |
| Amonestado |  | Isaac Ponte  |

| Otorgado · Otorgado otra vez · Expulsado | 36'54' | Miguel Curiel      |
| Expulsado                                | 90+1'  | Crifford Seminario |

| Expulsado | 78' | Ramón Rodríguez |

| Árbitro             | Víctor Hugo Carrillo |
| Árbitros asistentes | Luis Abadié          |
| Árbitros asistentes | Jonny Bossio         |
| Cuarto árbitro      | Jesús Vásquez        |

## Goleadores
| Jugador       | Goles | Equipo                 |
| ------------- | ----- | ---------------------- |
| Juan Luna     | 15    | Hijos de Acosvinchos   |
| Wilkin Cavero | 13    | América Cochahuayco    |
| Andy Pando    | 13    | Universidad San Marcos |
| Waldir Sáenz  | 12    | Sport Boys             |

## Premiación
| Jugador         | Equipo               | Categoría                    |
| --------------- | -------------------- | ---------------------------- |
| Carlos Elías    | Sport Boys           | Mejor Jugador del campeonato |
| Juan Luna       | Hijos de Acosvinchos | Goleador del campeonato      |
| Michael Sotillo | Idunsa               | Arquero menos batido         |
| Roberto Drago   | Sport Boys           | Mejor entrenador             |
| Raúl Ruidíaz    | América Cochahuayco  | Jugador revelación           |

Fuente: Peru.com 